# Ernst Lohmann (Pfarrer)
Ernst Lohmann (* 21. Dezember 1860 in Glowitz; † 18. April 1936 in Brücken) war ein deutscher evangelischer Geistlicher und Gründer des Deutschen Hilfsbunds für christliches Liebeswerk im Orient sowie des Missionshauses Malche.

## Leben
Ernst Lohmann war der Sohn des letzten kaschubisch predigenden Pastors in Glowitz, Ernst Cornelius Engelbert Lohmann († 1885). Er wurde zunächst Realschullehrer in Erbach (Rheingau). Als Student wurde er 1880 Mitglied der christlichen Studentenverbindungen Bonner Wingolf und Hallenser Wingolf. Unter dem Einfluss des Christlichen Vereins junger Männer entschied er sich, Evangelische Theologie zu studieren, und wurde Pfarrer. 1889 wurde er Inspektor der Evangelischen Gesellschaft in Elberfeld.
1891 ging er an eine von der Landeskirche unabhängige Kapellengemeinde in Frankfurt-Bockenheim. 1890 war er hier Gastgeber der ersten Studentenkonferenz mit John Mott, aus der 1895 die Deutsche Christliche Studentenvereinigung hervorging.
Als Reaktion auf die Massaker an den Armeniern 1894–1896 rief er am 2. Februar mit einem Flugblatt unter dem Titel Der Notschrei Armeniens zu Spenden und Hilfsaktionen auf; daraus entstand 1896 der Deutsche Hülfsbund für christliches Liebeswerk im Orient. Im Winter 1898/99 unternahm er zusammen mit Ferdinand Brockes eine Inspektionsreise zu den Einrichtungen deutscher Hilfswerke. Sie führte ihn zunächst per Schiff von Konstantinopel nach Smyrna (Izmir), dann über Land nach Mersin, Tarsus,  Adana, Sis (Kozan (Adana)), Hadschin (Saimbeyli), Marasch (Kahramanmaraş) und Zeitun (Süleymanlı). Es folgten Aintab (Gaziantep) und Urfa; dann ging es nach Mesereh (Elazığ) und durch Kappadokien nach Sivas und von dort über Amasya zur Küste und zurück nach Konstantinopel. Brockes veröffentlichte seine Reiseberichte in der konservativen Berliner Zeitung Reichsbote und 1900 in Buchform. Die Berichte und Abbildungen geben einen Einblick in die Welt der armenischen Bevölkerungsgruppe, die 1915 unterging.
1898 gründete er als Ausbildungsstätte auch für Missionarinnen im Nahen Osten das Bibelhaus  Malche in  Bad Freienwalde (Oder), das später auch den Namen Frauenmission Malche trug und heute als Schwestern- und Bruderschaft der Malche eine evangelische Kommunität mit diakonischer Ausrichtung ist. In Malche wurden auch Missionarinnen für China, Japan, Indien, Afrika, Amerika, Sumatra, Borneo, Java, für Stadtmissionen und auch die „Zigeunermission“ ausgebildet. 1912 waren 120 in Malche ausgebildete Schwestern in aller Welt im Einsatz.
Ab 1903 war er Vorsitzender im ebenfalls neu gegründeten Missionsbund für Ost-Europa.
Bis ca. 1927 war er Vorsitzender des Deutschen Hilfsbund für christliches Liebeswerk im Orient (Frankfurter Missionsgesellschaft).
Am 5. Juni 1889 heiratete er in Oberkassel am Rhein Anna Maria Freiin von Werthern (* 1870) aus der Brückener Linie des Adelsgeschlechts.

## Schriften (Auswahl)
- (Hrsg.) Hefte für Revision der Bibelübersetzung. Druck und Verlag der St. Johannes Druckerei, Dinglingen, Baden, o. J. (1902)
- Das Leben des Glaubens nach 1. Mose 12 – 24. Johannes Schergens, Bonn a. Rh., 3. Auflage 1903; Buchhandlung des Gemeinschaftsvereins, Chemnitz, 4. Auflage 1920; DNB 574654240
- An die Heiligen in Rom: Der Brief des Apostels Paulus an die Römer, übersetzt und erläutert. Verlag Orient, Frankfurt a. M., 1912. Zweite Auflage: 1920, DNB 575354046
- Wie der Apostel schreibt: Randbemerkungen zu den Briefen des Apostels Paulus. Verlag Orient, Frankfurt a. M., 1913, DNB 363618783.
  - Zweite Auflage: Wie der Apostel Paulus schreibt: (2. Petr. 3, 15); Einige Grundbegriffe apostolischer Heilsverkündigung. Kassel-Wilhelmshöhe, Pflugschar, 1928, DNB 574654275
- Der Epheserbrief: Zur Weltharmonie durch Christus. Pflugschar, Kassel-Wilhelmshöhe, 1930, DNB 574654186